# UFC on ESPN: Holm vs. Aldana
UFC on ESPN: Holm vs. Aldana（ユーエフシー・オン・イーエスピーエヌ：ホルム・バーサス・アルダナ、別名UFC on ESPN 16）は、アメリカ合衆国の総合格闘技団体「UFC」の大会の一つ。2020年10月4日、アブダビ・ヤス島のファイトアイランド内フラッシュ・フォーラムで開催された。

## 大会概要
本大会ではホリー・ホルムとアイリーン・アルダナの女子バンタム級戦が組まれた。

## 試合結果

### プレリミナリーガード
第1試合 ライト級 5分3R
○  ルイージ・ベンドラミニ vs.  ジェシン・アヤリ ×
1R 1:12 TKO（ハイキック→パウンド）
第2試合 バンタム級 5分3R
○  ケイシー・ケニー vs.  アラテン・ヘイリ ×
3R終了 判定3-0（30-25、30-26、30-27）
第3試合 女子ストロー級 5分3R
○  ロマ・ルックブーンミー vs.  ジン・ユウ・フライ ×
3R終了 判定3-0（30-27、30-27、29-28）
第4試合 ミドル級 5分3R
○  ナッソーディン・イマボフ vs.  ジョーダン・ウィリアムズ ×
3R終了 判定3-0（29-27、29-27、29-28）
第5試合 フェザー級 5分3R
△  シャルル・ジョーデイン vs.  ジョシュア・クリバオ △
3R終了 判定1-1（30-27、28-29、28-28）
第6試合 ウェルター級 5分3R
○  カーロス・コンディット vs.  コート・マッギー ×
3R終了 判定3-0（30-27、30-27、30-27）

### メインカード
第7試合 ミドル級 5分3R
○  ドゥスコ・トドロビッチ vs.  デクアン・タウンゼント ×
2R 3:15 TKO（パウンド）
第8試合 バンタム級 5分3R
○  カイラー・フィリップス vs.  キャメロン・エルス ×
2R 0:44 TKO（グラウンドの肘打ち）
第9試合 女子バンタム級 5分3R
○  ジャーメイン・デ・ランダミー vs.  ジュリアナ・ペーニャ ×
3R 3:25 ギロチンチョーク
第10試合 ヘビー級 5分3R
○  カルロス・フェリペ vs.   ヨルガン・デ・カストロ ×
3R終了 判定3-0（30-27、30-27、29-28）
第11試合 女子バンタム級 5分5R
○  ホリー・ホルム vs.  アイリーン・アルダナ ×
5R終了 判定3-0（50-44、50-45、50-45）

### 各賞
ファイト・オブ・ザ・ナイト：該当無し
パフォーマンス・オブ・ザ・ナイト：ジャーメイン・デ・ランダミー、カイラー・フィリップス、ドゥスコ・トドロビッチ、ルイージ・ベンドラミニ
各選手にはボーナスとして5万ドルが授与された。

### カード変更
負傷などによるカードの変更は以下の通り。